# Caroline Lundblad
Caroline Lundblad (Frauke), född 5 december 1979 i Göteborg, är en svensk koreograf, dansare, performancekonstnär och pionjär inom danskonsten butoh. 

## Biografi
Caroline Lundblad utbildade sig vid Bachelor Honours Dance Theatre i London och kom i kontakt med butoh då hon såg en föreställning med den internationellt kända gruppen Sankai Juku. Efter sin dansexamen tillbringade hon två år i Japan i ett självförsörjande butohdanskompani. Hon studerade butoh för Min Tanaka i Tokyo 1988-1994, och därefter för Susanna Åkerlund i Sverige. År 2002 erhöll hon en dansteaterexamen från Laban Centre i London.
Caroline Lundblad har tidigare deltagit i butohgruppen SU-EN men har från 2000-talet dansat solo under artistnamnet Frauke. Hon är en av skandinaviens mest kända butohdansare och har ett mycket stort antal butohdans-uppsättningar i Sverige och internationellt. 